# Jim Davis (actor)
Jim Davis (26 de agosto de 1909 - 26 de abril de 1981) fue un actor estadounidense.

## Carrera
Nacido en Edgerton, Misuri, EE. UU., Jim Davis comenzó su carrera en 1942 en el filme Cairo. Ese mismo año protagonizó el cortometraje Keep 'Em Sailing. Su primer papel importante fue junto a Bette Davis en el melodrama Winter Meeting en 1948. Su carrera en el cine consistía en su mayor parte en películas de serie B, muchas de ellas westerns. 
Interpretó a un senador de EE. UU. en el thriller The Parallax View (1974), con Warren Beatty en el papel protagónico. En el episodio "Little Washington" de la serie de televisión Death Valley Days, Davis interpretó a un congresista.

## Series
En 1954 Davis protagonizó la serie Stories of the Century, interpretando al detective del ferrocarril Matt Clark, en 39 episodios entre 1954-55. También interpretó al experto en rescates Wes Cameron, en la serie Rescue 8 (1958-60). 
Es recordado por protagonizar la famosa serie Dallas como Jock Ewing, patriarca de la familia.
Además hizo múltiples apariciones en la serie Gunsmoke.

## Filmografía
- 1942: Keep 'Em Sailing
- 1945: What Next, Corporal Hargrove?
- 1946: Gallant Bess
- 1947: The Beginning or the End
- 1947: The Fabulous Texan
- 1948: Winter Meeting
- 1949: Red Stallion in the Rockies
- 1950: The Savage Horde
- 1950: California Passage
- 1950: The Cariboo Trail
- 1950: The Showdown
- 1951: Three Desperate Men
- 1951: Cavalry Scout
- 1951: Silver Canyon
- 1952: Rose of Cimarron
- 1952: The Big Sky
- 1954: The Outcast
- 1954: Stories of the Century (serie de televisión)
- 1955: The Last Command
- 1955: Last of the Desperados
- 1956: The Wild Dakotas
- 1957: The Quiet Gun
- 1957: Apache Warrior
- 1957: The Last Stagecoach West
- 1957: Raiders of Old California
- 1958: The Toughest Gun in Tombstone
- 1958: Rescue 8
- 1958: Wolf Dog
- 1958: Monster from Green Hell
- 1959: A Lust to Kill
- 1960: Noose for a Gunman
- 1961: Frontier Uprising
- 1961: The Gambler Wore a Gun
- 1964: Iron Angel
- 1965: Zebra in the Kitchen
- 1966: Jesse James Meets Frankenstein's Daughter
- 1966: El Dorado
- 1967: Border Lust
- 1968: They Ran for Their Lives
- 1970: Five Bloody Graves
- 1970: Rio Lobo
- 1971: Dracula vs. Frankenstein
- 1972: Bad Company
- 1973: One Little Indian
- 1974: The Parallax View
- 1975: Satan's Triangle, telefilm
- 1977: The Legend of Frank Woods
- 1978: Dallas, serie de televisión
- 1980: The Day Time Ended
- 1981: Don't Look Back: The Story of Leroy 'Satchel' Paige, documental televisivo